# 竹脇まりな
竹脇 まりな（たけわき まりな、1989年〈平成元年〉12月19日 - ）は、日本のYouTuber、フィットネスインストラクター。秋田県出身。UUUM所属。既婚。

## 来歴
1989年、秋田県生まれ。母親はフィットネスインストラクターをしており、幼少時は母の仕事ぶり見て、将来は体を動かす仕事をしたいと考えていたという。
大学進学を機に上京し、卒業後、日本生命に就職した。
入社5年目で日系アメリカ人のダーウィンと結婚。
2017年12月に退職し、単身でアメリカとインドに渡りヨガを習得。帰国後ヨガインストラクターとして活動を開始したが、実績不足もありほとんど仕事にならなかったという。
2018年12月、夫のニューヨーク転勤に伴う移住を機にYouTuberとしての活動を始める。
当初はニューヨークでの生活ぶりを発信しており、フィットネス動画もコンテンツのひとつとして配信していた。その中でも自宅でできるエクササイズ、即ち「宅トレ」の動画が圧倒的に反響が高く、ダーウィンからの提案で宅トレ動画に特化するようになった。また、これを機にダーウィンがチャンネルの企画・プロデュースを行うようになった。
2020年1月に帰国し、高知県に拠点を移した。同年3月の時点ではチャンネル登録者数は25万人であったが、その後新型コロナウイルスの感染拡大に伴う外出自粛要請や緊急事態宣言の影響により「宅トレ」の需要が高まったことからチャンネル登録者数が急増し、4月には57万人、5月には105万人となった。2020年9月、拠点を東京都に移す事を発表。
2020年12月、トレーニングアイテムのオリジナルブランド「MARINESS」の発足を発表した。
2021年1月、チャンネル登録者数が200万人を突破。2022年3月、チャンネル登録者数が300万人を突破した。
2023年4月29日、第1子女児の出産を報告。

## 評価
YouTube Japanが発表した2020年の「国内トップトレンド動画ランキング」（音楽除く）では、「2020年の一年間でチャンネル登録者数を伸ばしたチャンネルランキング」にて芸能人やアスリートを含めた全体のランキングで3位、芸能人やアスリートを除いたランキングでは1位となった。
2021年からはリモート出演を中心に地上波のテレビ出演も増え、ニホンモニター調べの上半期テレビ出演本数ブレイクランキングでは93本増で第9位にランクインした。

## メディア出演

### テレビ

#### レギュラー
- Let's!美バディ（2020年9月28日 - 2022年9月29日、TBSテレビ） - トレーナー[11]
- 2時45分からはスローでイージーなルーティーンで→1時50分からはスローでイージーなルーティーンで（2021年3月29日 - 2023年9月29日、関西テレビ） - 「竹脇まりなの毎日3分で痩せるーティーン」トレーナー[12]

#### 単発
- 踊る!さんま御殿!!（2021年1月19日、日本テレビ）[13]
- ニノさん（2021年3月14日、日本テレビ）[14]
- プロフェッショナル 仕事の流儀（2021年4月27日、NHK総合）[15]

### CM
- KDDI「au三太郎シリーズ」『応援エクササイズ篇』（2022年）[16]

### ラジオ
- 伊集院光とらじおと（2021年3月9日、TBSラジオ）[17]
- Blue Ocean（2021年4月5日、TOKYO FM）[2]

## 著書
- 「やせるダンス 楽しく踊るだけ!! 全身の脂肪をいっきに燃やす」（監修・吉原潔、2021年2月10日発売、KADOKAWA）ISBN 9784046049926[18]